# Conus moissettei
Espèce
Conus moissettei est une espèce fossile de mollusques gastéropodes marins de la famille des Conidae.

## Taxonomie

### Publication originale
L'espèce Conus moissettei a été décrite pour la première fois en 2022 par les malacologistes Christos Psarras, Didier Merle (d) et Efterpi Koskeridou dans « European Journal of Taxonomy »,.